# Жуков Яр
Жуков Яр (укр. Жуків Яр), село,
Велико-Бурлукский поселковый совет,
Великобурлукский район,
Харьковская область, Украина.
Код КОАТУУ — 6321455108. Население по переписи 2001 г. составляет 92 (48/44 м/ж) человека.

## Географическое положение
Село Жуков Яр находится в 2-х км от реки Великий Бурлук, на расстоянии в 2 км расположен пгт Великий Бурлук и село Балка, в 2-х км находится железнодорожная станция Бурлук.
По селу протекает ручей на котором сделано несколько запруд.

## История
- 1750 — дата основания.